# Коллайдер (статистика)

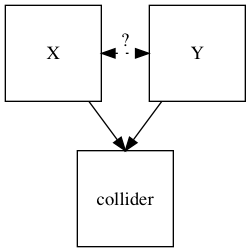
СОУ-модель коллайдера

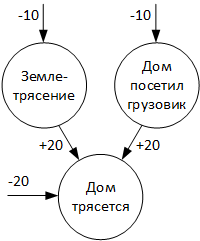
«Дом трясётся» — пример незащищённого коллайдера

Коллайдер (англ. collider) — переменная в статистике и причинно-следственных диаграммах, на которую влияют две или более переменных. Название «коллайдер» отражает тот факт, что в графических моделях стрелки от переменных, ведущие в коллайдер, «сталкиваются» в узле, который является коллайдером. Иногда коллайдеры также называют перевёрнутыми вилками.
Причинные переменные, которые влияют на коллайдер, не обязательно связаны между собой. Если они не связаны между собой, коллайдер не защищён. В противном случае коллайдер защищён и является частью треугольника (см. рисунок).
Если на пути есть коллайдер, то он блокирует связь между переменными, которые на него влияют. Таким образом, коллайдер не создаёт безусловной связи между влияющими на него переменными.
Учёт коллайдера в условиях задачи с помощью регрессионного анализа, стратификации, экспериментального дизайна или выборки на основе значений коллайдера создаёт ложную причинную связь между X и Y (парадокс Берксона). Выражаясь терминологией причинных графов, учёт коллайдера открывает путь между X и Y. Это влечёт за собой системную ошибку при оценке причинно-следственной связи между X и Y, вводя причинную связь там, где её нет. Следовательно, коллайдеры могут негативным образом повлиять на проверку причинной теории.
Коллайдеры иногда путают со спутывающими переменными. В отличие от коллайдеров, спутывающие переменные необходимо учитывать при оценке причинно-следственных связей.